# Raymond Mhlaba (gemeente)
Raymond Mhlaba  is een gemeente in het Oost-Kaapse district Amatole in Zuid-Afrika. De gemeente ontstond na de lokale verkiezingen in 2016 door de samenvoeging van Nkonkobe en Nxuba. De gemeente is vernoemd naar Raymond Mhlaba, een ANC-activist.